# 佐藤貴夫
佐藤 貴夫（さとう たかお、1980年 - ）は日本の実業家。株式会社さすがや代表取締役社長。

## 人物
東京都台東区東上野1丁目に本拠を置き、買取専門店を全国展開する株式会社さすがやの創業者で、代表取締役社長。
偏差値50の県立高校から明海大学卒業後、投資会社の営業マンとして就職。4年後、コインパーキングの会社に転職するが、日本古来の古い考え方の中途半端な管理職の綺麗事に嫌気が差し、自ら起業。2015年頃には携帯電話の買い取り事業も経験。この頃にリユース事業に注目する。東京と地方の格差に興味をもち、都会で得た情報を地方在住の人に発信したいと考えたことや、都市部と地方の大きな所得の格差に目を向け、教育の充実で収入を向上させ、仕事自体にもやりがいを感じさせる充実した人生を提供しようと考え、さらに2年後の2018年 7月6日、株式会社さすがやを設立。北海道の北の端の北見で出店。思いのほかの反響があった。
その後も「地方創生」というキーワードを軸に、SDGsにも興味を持ち「リユースの力で格差なき社会へ」を掲げ、東京には出店せず地方を中心に多くの店舗を展開するなど、地域に寄り添う店舗づくりを推進。人口3万人程度の地域から出店しながら、顧客へ東京と同等のサービス水準を提供し、東京と地方の格差の是正に取り組むという独自の企業ポリシーを掲げる。事実、東京と地方で賃金を同一にしているほか、職場の労働環境の改善にも取り組み、店頭に立つ仕事ということで「美容手当」を支給するほか、「非喫煙者手当」を設けた。創業4年目の2022年に既存店売上高23億円を超え、急成長。2023年には同社のこうした取り組みが経営者の資質・ビジネスモデルの独自性・成長性などの観点から評価され、『ベストベンチャー100』に選定された。
佐藤が最初に出店したのは北海道で、「さすがや北見店」をロードサイド店舗として開店。その後は、ロードサイド店にとどまらずイオンやドン・キホーテ、さくら野百貨店など、地域密着のショッピング施設への出店を重ねた。初出店5年後の2022年4月には『さすがや青森駅ビルラビナ店』をオープンさせ、駅直結型商業施設への初参入を果たした。東京と地方の格差是正を謳うが、本社は宝石の街として知られる東京・御徒町に置き、相場や流行などを察知することで各店舗に発信し、その情報を元に金額査定を行うなどの方針で、それ以前は、地方では買取値が安いことが多かったものの、佐藤のこうした格差是正の取り組みや、フランチャイズ料金を低額に抑えていることなどがさすがやの急成長の一因ともなった。
同社は「開運!なんでも鑑定団」のスポンサーとしても知られる。

## 略歴
- 2018年 - 7月6日、株式会社さすがやを設立。「さすがや北見店」を北海道に開業。
- 2021年 - 12月21日、著作『田舎の三流人生大逆転術』（幻冬舎）が刊行[9]。
- 2023年
  - 東京と地方の格差是正に取り組み、さすがやを急成長させた手腕が評価され、2023年『ベストベンチャー100』選定[10]。
  - 3月10日、さすがやは、北海道大学が創設した《北大フロンティア募金》への寄付を行う。初出店地となる北海道で、全都道府県最多の14店舗を展開したことなどにより『北海道大学 百年記念会館』内に社名が刻まれる[11]。
  - 4月1日、販売店「SASUGAYA OUTLET」を上野・アメ横にオープン[12]。
  - 6月5日、母校明海大学の不動産特別講義ゼミにてゲスト講師として講義を行う[13]。

## 発言
- 地元に残ってる人が仕事ができない人かっていうと、実は全く違って知らないだけ。教育でどんどんみんな開花していくんですよね。これがやっぱり僕、楽しくって。決して、東京の子には負けず劣らずのポテンシャルを持ってるなっていうのは感じてます[5]。
- ストレスを抱え、朝から晩まで忙しく、過酷な出世競争に晒されながら得る都心での年収1,000万円より、仕事もほどほどにストレスなく過ごす地方での年収600万円の方が幸福度が高い『勝ち組』なのではないか[5][1]。
- 人間の成長を妨げるものは「変化を嫌う心」だ。変化を受け入れることのできる体質かどうかは、自分がまだまだだということを第三者的に見ることができる目を持って感謝を忘れないことで、それを言語化すれば「相手を驚かせたい」ということではないでしょうか[5]。